# Tarachidia debilis
Tarachidia debilis är en fjärilsart som beskrevs av Walker 1857. Tarachidia debilis ingår i släktet Tarachidia och familjen nattflyn. Inga underarter finns listade i Catalogue of Life.